# Winter-Paralympics 2022/Teilnehmer (Schweden)
| stlisierte Goldmedaille | stlisierte Silbermedaille | stlisierte Bronzemedaille |
| ----------------------- | ------------------------- | ------------------------- |
| 2                       | 2                         | 3                         |

Schweden nahm an den Winter-Paralympics 2022 in Peking vom 4. bis 13. März 2022 teil. Es war die 12. Teilnahme des Landes an Paralympischen Winterspielen.

## Teilnehmer

### Rollstuhlcurling
| Wettbewerb      | Team |
| --------------- | --- |
| Athleten        | Viljo Petersson-Dahl (Skip) Ronny Persson (3) Mats-Ola Engborg (2) Kristina Ulander (Vice) Sabina Johansson (Ersatz)                                             |
| Vorrunde        | Schweiz (9:2) China (5:1) Lettland (7:9) Kanada (6:3) Estland (6:4) Großbritannien (6:4) Norwegen (8:6) Slowakei (5:6) Vereinigte Staaten (10:7) Südkorea (4:10) |
| Halbfinale      | Slowakei (6:4) |
| Spiel um Bronze | – |
| Finale          | China (3:8) |
| Rang            | Silber |